# Paul Abraham
Paul Abraham (madž. Ábrahám Pál), madžarski operetni skladatelj in dirigent, * 2. november 1892, Apatin, Vojvodina, † 6. maj 1960, Hamburg, Nemčija. 

## Življenje
Glasbo (čelo in kompozicijo) je med letoma 1910 in 1916 študiral na Glasbeni akademiji Franz Lizst v Budimpešti. Nekaj časa je deloval kot dirigent v operetnem gledališču v Budimpešti, po letu 1928, ko je spisal svojo prvo opereto, se je posvetil skladateljstvu. Nato je deloval še v Berlinu, leta 1933 pa je od tam emigriral (preko Dunaja in Pariza je dospel na Kubo, od tam pa v ZDA, kjer je živel do 1956. leta). Nato se je vrnil v Hamburg, kjer je umrl.
Ustvarjal je tudi filmsko glasbo.

## Operete (izbor)
- Viktorija in njen huzar (1930)
- Havajska roža (1931)
- Savojski ples (1932)
- Viki (1935)
- Roxi in njeno nepremagljivo moštvo